# Lišane Ostrovičke
Lišane Ostrovičke é um município (Općina) da Croácia localizado no condado de Zadar.